# كايل فرازير-ألين
كايل فرازير-ألين (بالإنجليزية: Kyle Fraser-Allen)‏ هو لاعب كرة قدم بريطاني في مركز الوسط، ولد في 12 فبراير 1990 في Wanstead ‏ في المملكة المتحدة. لعب مع توتنهام هوتسبير وماكليسفيلد تاون.

## وصلات خارجية
- كايل فرازير-ألين على موقع قاعدة بيانات كرة القدم.إي يو (الإنجليزية)
- كايل فرازير-ألين على موقع Soccerbase.com (لاعب) (الإنجليزية)